# Mariusz Kumala
Mariusz Kumala (ur. 12 lutego 1978) – polski muzyk, wokalista, kompozytor i gitarzysta. W 2006 roku dołączył do grupy Closterkeller. W 2013 roku po nagraniu dwóch albumów studyjnych odszedł z zespołu. W latach 2015–2016 ponownie zasilał skład Closterkeller. Współpracował ponadto z zespołami Psychotropic Transcendental, Brain Story czy Via Alia. Muzyk gra na gitarach Fender Stratocaster, Jackson DKMG, Epiphone Firebird VII, Squier Stratocaster,  Ovation oraz Burny Les Paul. Używa ponadto wzmacniaczy gitarowych Vox AC30 i Rivera Knucklehead.
17 stycznia 2009 w Urzędzie Stanu Cywilnego na warszawskiej Pradze ożenił się z Anją Orthodox, wokalistką zespołu Closterkeller. Małżeństwo ma urodzonego w 2007 roku syna, Jakuba.

## Dyskografia
- Psychotropic Transcendental – Ax libereld... (2001, Psychomusic & Sad Productions)
- Brain Story – ... Colours in My Head ... (2004, Cirkus Production)
- Closterkeller – Aurum (2009, Universal Music Polska)[5]
- Closterkeller – Act IV (2009, Złoty Melon Sp. z o.o.)[6]
- Closterkeller – Bordeaux (2011, Universal Music Polska)
- Brain Story – Madeinside (2017, Psychomusic & Sad Productions)